# Portugiesischer Fußball-Supercup der Frauen
Die Supertaça de Portugal de Futebol Feminino (port. für Portugiesischer Superpokal des Frauenfußballs) ist ein Fußballpokalwettbewerb in Portugal, der vom Landesverband der Federação Portuguesa de Futebol (FPF) organisiert wird. Es ist der Supercup im Frauenfußball Portugals.
Der Superpokal ist 2015 von der FPF ins Leben gerufen wurden. Der Sieger wird in einem Finalspiel zwischen dem Gewinner der nationalen Frauenmeisterschaft und des nationalen Pokals einer Saison ermittelt. Hat eine Mannschaft beide Titel gewonnen (Double), tritt sie gegen den unterlegenen Pokalfinalist an.
Aktuell wird der Supercup als Turnier ausgetragen. Der Meister, Vizemeister und die beiden Pokalfinalisten bestreiten im K.-o.-System ohne Rückspiel den Supercup.

## Finalspiele
| Saison  | Datum                                                     | Ort                                                       | Meister                                                   | Ergebnis                                                  | Pokalsieger                                               |
| ------- | --------------------------------------------------------- | --------------------------------------------------------- | --------------------------------------------------------- | --------------------------------------------------------- | --------------------------------------------------------- |
| 2014/15 | 29. Aug. 2015                                             | Abrantes, Estádio Municipal                               | CF Benfica                                                | 4:0                                                       | Clube de Albergaria *                                     |
| 2015/16 | 3. Sep. 2016                                              | Marinha Grande, Estádio Municipal                         | CF Benfica                                                | 0:1                                                       | Valadares Gaia FC *                                       |
| 2016/17 | 3. Sep. 2017                                              | Coimbra, Estádio Cidade                                   | Sporting Lissabon                                         | 3:1                                                       | Sporting Braga *                                          |
| 2017/18 | 9. Sep. 2018                                              | Viseu, Estádio do Fontelo                                 | Sporting Lissabon                                         | 1:1 (4:5 i. E.)                                           | Sporting Braga *                                          |
| 2018/19 | 8. Sep. 2019                                              | Tondela, Estádio João Cardoso                             | Sporting Braga                                            | 0:1                                                       | SL Benfica                                                |
| 2019/20 | Wettbewerb nicht ausgetragen wegen der COVID-19-Pandemie. | Wettbewerb nicht ausgetragen wegen der COVID-19-Pandemie. | Wettbewerb nicht ausgetragen wegen der COVID-19-Pandemie. | Wettbewerb nicht ausgetragen wegen der COVID-19-Pandemie. | Wettbewerb nicht ausgetragen wegen der COVID-19-Pandemie. |
| 2020/21 | 28. Aug. 2021                                             | Lissabon, Estádio do Restelo                              | SL Benfica                                                | 0:2                                                       | Sporting Lissabon                                         |
| 2021/22 | 26. Aug. 2022                                             | Leiria, Estádio Dr. Magalhães Pessoa                      | SL Benfica                                                | 4:1 n. V.                                                 | Sporting Lissabon                                         |
| 2022/23 | 13. Sep. 2023                                             | Aveiro, Estádio Municipal de Aveiro                       | SL Benfica                                                | 1:1 (4:1 i. E.)                                           | Sporting Lissabon**                                       |
| 2023/24 | 23. Aug. 2024                                             | Lissabon, Estádio do Restelo                              | Sporting Lissabon**                                       | 2:1                                                       | SL Benfica                                                |

* qualifiziert als Pokalfinalist
** qualifiziert als Vizemeister